# Mary Barra
Mary Teresa Barra (sinh ngày 24 tháng 12 năm 1961), là chủ tịch đồng thời là giám đốc điều hành (CEO) của tập đoàn sản xuất xe hơi General Motors (General Motors Company).
Bà đã giữ vị trí CEO từ ngày 15 tháng 1 năm 2014, và bà cũng là nữ CEO đầu tiên của một hãng ô tô lớn trên toàn cầu. Vào ngày 10 tháng 12 năm 2013, GM đã đề cử Barra là người kế nhiệm thay cho Dan Akerson với tư cách là giám đốc điều hành. Trước đó, Barra là Phó chủ tịch điều hành Phát triển sản phẩm toàn cầu, mua sắm và chuỗi cung ứng tại General Motors.